# Forte Roçadas
O Forte Alves Roçadas, impropriamente conhecido como Fortaleza Fortes Roçadas, localiza-se na comuna de Xangongo, província do Cunene, em Angola.
Foi erguido em 1906 na margem direita do rio Cunene, por forças portuguesas sob o comando do então Capitão José Augusto Alves Roçadas, e serviu como base militar para ataques e ocupação das áreas do sul de Xangongo.